# Змеевка (приток Пижмы)
Змеевка — река в России, протекает в Пижанском районе Кировской области. Устье реки находится в 76 км по правому берегу реки Пижма. Длина реки составляет 16 км.
Исток реки в 19 км к северо-западу от посёлка Пижанка на границе с Тужинским районом. Река течёт на северо-восток параллельно Малому Кермежу, Кермежу и Вынурке. Населённых пунктов на реке нет. Впадает в Пижму, которая течёт здесь, сильно петляя, в заболоченной местности между Ижем и Вынуркой.

## Данные водного реестра
По данным государственного водного реестра России относится к Камскому бассейновому округу, водохозяйственный участок реки — Вятка от города Котельнич до водомерного поста посёлка городского типа Аркуль, речной подбассейн реки — Вятка. Речной бассейн реки — Кама.
Код объекта в государственном водном реестре — 10010300412111100037136.